# 彭家遗址
彭家遗址，位于山东省淄博市张店区房镇镇彭家村，是中华人民共和国山东省文物保护单位之一。
2006年12月7日，授予山东省文物保护单位，是一座古遗址。